# Canthon deplanatus
Canthon deplanatus là một loài bọ cánh cứng trong họ Bọ hung (Scarabaeidae).